# Maison de Palatinat-Deux-Ponts
La maison de Palatinat-Deux-Ponts, ou maison de Pfalz-Zweibrücken, est une branche de la maison de Wittelsbach qui règne sur la Suède de 1654 à 1720 et sur le duché du Palatinat-Deux-Ponts de 1681 à 1718. Elle remplace la maison Vasa avec l'abdication de la reine Christine, maison à laquelle est liée via Catherine Vasa, fille de Charles IX de Suède. Leur fils, Charles X Gustave qui succède à sa cousine Christine, malgré l'opposition de la haute noblesse dont Axel Oxenstierna.
La période où cette dynastie règne sur la Suède est aussi appelé « époque carolingienne » (en suédois : Karolinska eran) en raison du nom Charles des trois souverains masculins. Elle s'intègre dans une période appelé dans l'historiographie suédoise le Stormakstiden ou en français l'ère des grandes puissances.

## Histoire
La Maison de Palatinat-Deux-Ponts est une branche de la maison princière de Bavière, la famille Wittelsbach, issu d'Étienne de Bavière. C'est pourquoi les carrés inclinés en argent et bleu des armoiries de Bavière se retrouvent, entre autres, dans les armoiries de la famille.
La dernière représentante de la dynastie, la reine Ulrique-Éléonore, abdique en 1720, au profit de son mari Frédéric de Hesse-Cassel qui est couronné roi sous le nom de Frédéric Ier de Suède. Frédéric Ier et Ulrique-Éléonore meurtent sans enfants, Frédéric Ier est donc le seul roi de la dynastie de Hesse. La famille Holstein-Gottorp suit et règne de 1751 à 1809 sur la Suède.

## Monarques de la maison de Palatinat-Deux-Ponts
| Portrait | Nom                                                                     | Règne       | Lien avec le prédécesseur et notes |
| -------- | ----------------------------------------------------------------------- | ----------- | --- |
|          | Charles X Gustave (Karl X Gustav) (8 novembre 1622 – 13 février 1660)   | 1654 – 1660 | Fils du comte Jean-Casimir de Deux-Ponts-Cleebourg et de la princesse Catherine de Suède, fille de Charles IX. La reine Christine, jamais mariée, l'adopte comme héritier en 1649. Il est sacré le 6 juin 1654 à Uppsala. |
|          | Charles XI (Karl XI) (24 novembre 1655 – 5 avril 1697)                  | 1660 – 1697 | Fils de Charles X et d'Edwige-Éléonore de Holstein-Gottorp. Sa mère exerce la régence jusqu'en 1672. Il est sacré le 28 septembre 1675 à Uppsala. Règne aussi sur le duché du Palatinat-Deux-Ponts à partir de 1681. |
|          | Charles XII (Karl XII) (17 juin 1682 – 30 novembre 1718)                | 1697 – 1718 | Seul fils de Charles XI et d'Ulrique-Éléonore de Danemark, il est sacré le 14 décembre 1697 à Stockholm. Jamais marié, meurt sans descendance. Son règne est marqué par la Grande Guerre du Nord. |
|          | Ulrique-Éléonore (Ulrika Eleonora) (23 février 1688 – 24 novembre 1741) | 1718 – 1720 | Deuxième fille et troisième enfant de Charles XI et d'Ulrique-Éléonore de Danemark, elle est sacrée le 17 mars 1719 à Uppsala. Son avènement marque le début de l'ère de la Liberté, période d'effacement du pouvoir royal au profit du Parlement. Elle abdique en faveur de son mari Frédéric de Hesse-Cassel. Elle ne succède pas à son frère dans le duché du Palatinat-Deux-Ponts. |